# Пелэм-Клинтон, Томас
Томас Пелэм-Клинтон, 3-й герцог Ньюкасл-андер-Лайн (англ. Thomas Pelham-Clinton, 3rd Duke of Newcastle-under-Lyne; 1 июля 1752 — 17 мая 1795) — британский аристократ, военный и политик, генерал-майор (1787 год). До 1779 года известен как лорд Пелэм-Клинтон, а с 1779 по 1974 годы как граф Линкольн.
Третий по счету, но старший выживший сын 2-го герцога Ньюкасл-андер-Лайн и его жены Кэтрим Пелэм, дочери Генри Пелэма. Два его старших и один младший брат умерли до смерти отца.
После окончания образования начал военную карьеру. Служил в Америке во время войны за независимость в штабе своего родственника лорда Клинтона. Получил звание генерал-майора в 1787 году.
Был членом парламента от Вестминстера в 1774—1780 годах и от Ист-Редфорда в 1781—1794 годах. Был Лордом-Лейтенантом Ноттингемшира в 1794—1795 годах.
Женился на леди Анне Марии Стэнхоуп, дочери Уильяма Стэнхоупа, 2-го графа Харрингтона в 1782 году. Имел двух дочерей и двух сыновей. Умер в 42 года.